# Dům Petr Veliký
Dům Petr Veliký, dříve znám jako Roter Adler (Červený orel), stojí v centru lázeňské části Karlových Varů v městské památkové zóně na Staré louce č. 338/42. Byl postaven ve stylu pozdního historismu v letech 1893–1894.
Objekt byl prohlášen kulturní památkou, památkově chráněn je od 22. května 1991, rejstř. č. ÚSKP 33006/4-4550.

## Historie
Na místě dnešního objektu stával barokní dům jménem Heydemannův či Drechslerův. Traduje se, že zde při svých dvou návštěvách Karlových Varů v roce 1711 a 1712 bydlel ruský car Petr Veliký. Ten však pravděpodobně bydlel na Tržišti a zde pouze vysoustružil u soustružníka Haydemanna pověstné nohy ke stolu.
Majitel Adolf Knoll na místě starého domu nechal v letech 1893–1894 postavit dům nový. Stavební práce zrealizoval karlovarský stavitel Josef Waldert dle vlastního projektu. Podle jistých známek (barokizující kartuše ve frontonech oken i štítů vikýřů) se má zato, že s Josefem Waldertem tradičně spolupracoval architekt Alfred Bayer.
V roce 1910 Josef Waldert ještě upravil balkony ve třetím patře na kryté lodžie.

## Ze současnosti
V roce 2014 byl dům uveden v Programu regenerace Městské památkové zóny Karlovy Vary 2014–2024 v části II. (tabulková část 1–5 Přehledy) v seznamu nemovitých kulturních památek na území MPZ Karlovy Vary se stavem vyhovujícím.
V současnosti (červen 2021) je objekt evidován jako bytový dům v majetku společenství vlastníků.

## Popis
Objekt se nachází v historické části města v ulici Stará louka č. 338/42. 
Jedná se o řadový čtyřpodlažní dům s obytným podkrovím. Uliční průčelí je čtyřosé. V přízemí v ose je situován obdélný vchod s původními dveřmi s vyřezávanou pseudobarokní mříží. Nad nimi je původní sklo s nápisem „STARÁ LOUKA ČÍS. 42“.
První a druhé patro mají okna obdélná, v prvním patře jsou obě krajní s trojúhelným frontonem, ve druhém obě střední se segmentovou římsou. Ve třetím patře v místech obou krajních os vystupují prosklené arkýře obdélného půdorysu, obě střední okna jsou segmentová. Střední dvě okna druhého patra a obě krajní v podkroví jsou zdůrazněna balkonem obdélného půdorysu s kovaným zábradlím s motivy mřížky, pásky a mušle. Fasádu člení pilastry. Korunní římsa je výrazně vyložená na konzolách tvaru zubořezu. Nad římsou uprostřed je velký arkýř se dvěma obloukovými okny završen štítem sedlového tvaru. Postranní vikýře jsou menší, s trojúhelným frontonem.
Dům je příkladem architektury pozdního historismu. Zcela mimořádné je zde použití keramických obkladů a malovaných dlaždiček k dekoraci fasád.